# Mladonyiczky Béla
Mladonyiczky Béla (Békésszentandrás, 1936. május 20. – Békéscsaba, 1995. október 17.) Székely Bertalan-díjas magyar szobrászművész, éremművész.

## Életpálya
Mladonyiczky Béla családja Kondorosról származik, édesapja, Mladonyiczky Pál, bognár volt. Mivel a szociáldemokrata Kéthly Anna politikai hívének számított, ez rányomta bélyegét az egész család életére. Az üldöztetés miatt számtalan kilakoltatásban, költözésben volt részük, míg 1944-ben az apját le nem tartóztatták és a buchenwaldi lágerbe nem hurcolták. A Magyar Vöröskereszt adatai szerint 1945. január 15-én hunyt el.
Az özvegyen maradt édesanyja – aki korábban háztartásbeli volt – amíg tudta, alkalmi munkákból tartotta el két gyermekét. Mladonyiczky Béla  a Gyomai Gyermekotthonba került állami gondozásba. Az általános iskola 3. osztályát azonban már Sárospatakon végezte, ahol tanárai felfedezték művészi hajlamát és adottságait. Nevelői kezdeményezésére a középiskolát ezért már a Budapesti Művészeti Gimnáziumban folytathatta, ahol a pedagógusok szintén felkarolták. Életre szóló nyomokat hagytak benne az '56-os események: egyetlen főiskolai barátját halálos lövés  érte mellette.
A Képzőművészeti Főiskolán, ahol szobrászatot tanult, mestere volt Domanovszky Endre, Beck András, Kisfaludi Strobl Zsigmond, Martsa István, Pátzay Pál, Somogyi József, Vígh Tamás, Borsos Miklós. A szobrászat mellett pedagógiai érdeklődése is előtérbe került, ezért felvette a tanári szakot is. Így 1961-ben  két diplomával költözhetett haza szülőföldjére. 
Először Békésen, a Szegedi Kis István Református Kollégiumban kapott nevelőtanári állást, majd 1963-tól a békéscsabai Rózsa Ferenc Gimnáziumban oktathatott rajzot, szakrajzot és művészettörténetet. 1966-ban az akkor induló „Új Gimnázium és Szakközépiskola” [ma: BSZC Kemény Gábor Technikum] vette át, de 1969-ben a Rózsa Ferenc Gimnázium visszakérte azzal, hogy az állás mellett egy 25 négyzetméteres műtermet is biztosítottak számára. Békéscsaba külterületén, a Dobozi úton 1972-ben utalták ki részére a megszűnt tanyasi iskola felét és egy kis kertet szükséglakás és műterem gyanánt. Valódi alkotói munkája itt indult el, amelyben jelentős mentori szerepet vállalt második felesége, Mladonyiczkyné Sík Sára.
Az alkotói és tanári munka mellett egyéb tevékenységként TIT előadásokat tartott, valamint együttműködött a Megyei Művelődési Központtal (MMK) is. Ennek keretében 1971-től tíz éven át részt vett a megyei Díszítőművészeti Körvezetők képzésében, valamint megszervezte és vezette a megyei Képzőművész Szakbizottságot is. A megye hivatásos alkotói számára Koszta Rozália festőművésszel és Takács Győző keramikussal megszervezte a Kohán Műhelyt, később létrehozták a Körösök Vidéke az Alkotókért egyesületet.
Művészi irányultsága egyre inkább az éremművészet, a kisplasztika felé fordult. Mivel azonban valamennyi kis- és nagyméretű szobrát, műemlékét saját kezűleg készítette, emiatt a por és a használt vegyszerek megtámadták szervezetét, és a kór végzetesnek bizonyult számára.

## Kiállítások

### Egyéni kiállítások
- 1967 • Képcsarnok, Békéscsaba
- 1971, 1976 • Munkácsy Mihály Múzeum, Békéscsaba
- 1972 • Orosháza
- 1974 • Agrártudományi Egyetem Kollégiuma, Gödöllő • Balassagyarmat • Hódmezővásárhely
- 1976 • Dürer Terem [Takács Győzővel], Gyula
- 1977 • Művelődési Központ [Takács Győzővel], Szeghalom • Fővárosi Művelődési Ház, Budapest
- 1978 • Szegedi Képtár, Szeged • Medgyessy Terem, Hódmezővásárhely • FIMCOOP, Budapest • Szabadtéri kiállítás, Dürer Terem, Gyula • Fegyveres Erők Klubja, Pécs • Művelődési Ház, Szeged
- 1979 • Pécs
- 1982 • Művelődési Központ, Hajdúböszörmény
- 1985 • Az én műhelyem, Munkácsy Múzeum, Békéscsaba (kat.)
- 1986 • Hatvani Galéria, Hatvan [Csohány Kálmánnal]
- 1987 • Fimcoop Stúdió
- 1989 • Bécs
- 1992 • Művelődési Ház, Sárospatak • Törökszentmiklós
- 1996 • ~ emlékkiállítása, a Szlovák Kultúra Háza, Békéscsaba.

### Válogatott csoportos kiállítások
- 1945-1969 • Békéscsaba, Gyula, Békés
- 1961-től Alföldi Tárlatok, Békéscsaba
- 1965-től Dél-alföldi Tárlatok, Szeged
- 1961-től Békés megyei művészek tárlatai
- 1969, 1971, 1974 • II., III. és IV. Országos Kisplasztikai Biennálé, Pécs
- 1977-1983 • I-VI. Országos Éremművészeti Biennálé, Sopron
- 1978 • Békés megyei művészek szobrai és plasztikái, Békéscsaba • Magyar szobrászat, Műcsarnok, Budapest
- 1980 • Penza (SZU)
- 1984, 1986, 1988 • Dante Biennálé, Centro Dantesco, Ravenna.

## Válogatott művek

### Köztéri művei
- Szegedi Kiss István (mészkő, portré relief, 1965, Békés, gimnázium)
- Boszorkány (fehér márvány, 1966, Szeghalom)
- Alföld (mészkő szobor, 1969, Békéscsaba)
- Munkácsy Mihály (bronz dombormű, 1978, Békéscsaba)
- Munkácsy Mihály (mészkő szobor, 1980, Gyula)
- Mag (fehér márványszobor, 1981, Békéscsaba, Gabona Múzeum)
- Vita (mészkő szobor, 1982, Câşeiu, RO)
- Kígyóölő (mészkő szobor, 1983, Újkígyós)
- Zene (márványszobor, 1984, Békéscsaba, lakótelep)
- Györffy István (mellszobor, 1988, Vésztő)
- 13 aradi vértanú (bronz emlékmű, 1988, Sarkad)
- Comenius (bronz emléktábla, 1990, Sárospatak)
- II. világháború áldozatainak emlékhelye (bronzszobrok, 1990-94 között: Endrőd, Csorvás, Elek, Mezőmegyer, Köröstarcsa, Körösladány)
- Rózsafüzér titkai (körtefa, 1993, Békéscsaba, erzsébethelyi római katolikus templom faragott kapuja).

### Művek közgyűjteményekben
- Janus Pannonius Múzeum, Pécs
- Magyar Nemzeti Galéria, Budapest
- Munkácsy Mihály Múzeum, Békéscsaba

## Elismerései
- Székely Bertalan-díj (1984.)
- Dante Biennálé különdíja (1984.)
- Békés megyei Művészeti-díj (1986.)
- Magyar Arany Érdemkereszt (1994.)

### Film
- Portréfilm, Csaba TV, 1992.